# Uerkheim
Uerkheim is een gemeente en plaats in het Zwitserse kanton Aargau en maakt deel uit van het district Zofingen.
Uerkheim telt 1.305 inwoners.